# 취리히 중앙역
취리히 중앙역(독일어: Zürich Hauptbahnhof)(종종 취리히 HB 또는 그냥 HB)은 스위스에서 가장 큰 기차역이다. 취리히는 스위스 전역과 독일, 이탈리아, 오스트리아, 프랑스와 같은 인접 국가를 오가는 서비스를 제공하는 주요 철도 허브이다. 역은 원래 스위스 북부 철도의 종점으로 건설되었다. 스위스 내에서 완전히 건설된 최초의 철도이다. 하루 최대 2,915대의 열차를 운행하는 취리히 HB는 세계에서 가장 바쁜 기차역 중 하나이다. 2020년 유럽에서 두 번째로 좋은 기차역으로 선정되었다.
역은 리마트강과 질강의 합류 지점 근처 취리히 중심부의 알트슈타트 또는 구시가지의 북쪽 끝에서 찾을 수 있다. 역은 지상과 지하에 플랫폼이 있는 여러 층에 있으며, 지하 통로와 ShopVille 쇼핑몰로 연결되어 있다. 질강은 위와 아래에 철도 트랙이 있는 터널의 역을 통과한다. 역의 철도 마당은 서쪽으로 약 4km 연장된다.
이 역은 스위스 국가중요문화재 목록에 포함되어 있다.

## 역사
최초의 취리히 기차역은 구스타프 알베르트 베그만에 의해 당시 도시의 북서쪽 외곽에 건설되었다. 역은 리마트강과 질강 사이의 땅을 차지했으며, 기차는 질강 위의 다리를 통해 서쪽에서 접근했다. 역의 동쪽 끝에는 기관차를 회전시키는 데 사용되는 턴테이블이 있었다. 모든 열차가 서쪽에서 도착하는 이 기본 터미널역 레이아웃은 향후 143년 동안 역의 기본 설계를 설정하는 것이었다.
새로운 역은 처음에 스위스 북부 철도의 종착역이었다.

## 운행
취리히 HB에는 매일 2,900개 이상의 열차가 운행된다. 2018년에는 하루 평균 471,300명의 승객이 이용했으며, 역은 항상 붐빈다. 기차는 주중 05:00부터 01:00까지 운행한다. 금요일 밤부터 일요일 아침까지 ZVV 야간 네트워크(Nachtnetz)의 일환으로 기차가 하루 종일 운행된다.

### 트랙
역에는 총 26개의 트랙을 제공하는 4개의 개별 트랙 그룹이 있다.
- 3번에서 18번 트랙은 지상에 위치한 터미널 트랙으로 2개의 측면 플랫폼과 7개의 섬 플랫폼이 있다. 스위스 전역의 장거리 열차와 유로시티, 시살피노, 인터시티익스프레스 및 TGV와 같은 국제 열차에서 사용된다.
- 21번과 22번 트랙은 단일 섬 플랫폼이 제공하는 지하 터미널 트랙으로 역 남쪽에 있다. 이 플랫폼은 취리히 HB SZU로 알려져 있으며 SZU S-반 열차에서 사용되며, 위틀리베르크와 질 계곡을 향해 서쪽과 남쪽으로 향한다.
- 트랙 31~34는 한 쌍의 섬 플랫폼이 있는 지하 트랙이며 트랙 21과 22의 바로 북쪽에 있다. 이들은 바인베르크 터널을 통해 욀리콘역을 오가는 장거리와 S-반 열차에 사용된다.
- 41번에서 44번 트랙은 한 쌍의 섬 플랫폼이 있는 트랙을 통해 지하에 있으며 역 북쪽에 있다. 히르센그라벤 터널과 취리히 슈타델호펜역을 지나는 S-반 열차에서 사용된다.

### 국제선
취리히 중앙역에서 다음 국제 서비스가 정차한다.
- 인터시티 익스프레스 : 취리히-바덴선을 통해 함부르크-알토나까지 하루 4회 왕복, 쿠어까지 2회 왕복.
- 떼제베 리리아(TGV Lyria): 취리히-바덴 노선을 통해 파리-리옹까지 하루 5회 왕복 운행한다.
- 유로시티 :
  - 트란스알핀 : 취리히-빈터투어 노선을 통해 그라츠 중앙역까지 하루에 한 번 왕복한다.
  - 취리히호 좌안선을 통해 볼로냐 중앙역, 제노바 피아자 프린치페역, 밀라노 중앙역 또는 베네치아 산타루치아역까지 가는 열차가 하루 10편 운행된다.
  - 취리히-빈터투어 노선을 통해 뮌헨 중앙역까지 하루 6회 왕복.
  - 취리히-바덴 노선을 통해 함부르크-알토나까지 하루에 한 번 왕복한다.
- 인터시티 : 취리히-빈터투어 철도를 통해 슈투트가르트 중앙역까지 매시간 운행.
- 레일젯 익스프레스 : 취리히호 좌안 노선을 통해 비엔나, 부다페스트 또는 브라티슬라바까지 하루 4회 왕복 운행한다.
- 나이트젯 / 유로나이트 :
  - 취리히-바덴선을 통해 암스테르담 중앙역까지 야간열차를 운행한다.
  - 취리히호 좌안선을 통해 그라츠, 비엔나, 프라하, 부다페스트 또는 자그레브로 가는 야간 열차.

### 국내 장거리 교통
취리히 중앙역에서 다음 장거리 서비스가 정차한다.
- 유로시티/인터시티: 취리히호 좌안선을 통해 루가노까지 30분마다 운행한다 (유로시티는 밀라노까지 계속 운행).
- 인터시티 :
  - 취리히-바덴 및 취리히-빈터투어 노선을 통해 제네바 공항 / 로잔과 로르샤흐 사이를 30분 간격으로 운행한다.
  - 취리히-바덴 및 취리히호 좌안선을 통해 바젤 SBB와 쿠어 사이를 매시간 운행한다.
  - 취리히-바덴 노선을 통해 로잔까지 매시간 운행.
  - 취리히-바덴 및 취리히–빈터투어(빈터투어) 노선을 통해 브리크와 로만스호른 사이를 매시간 운행한다.
- 인터레기오 :
  - 취리히호 좌안선을 통해 쿠어까지 매시간 운행.
  - 취리히-바덴 및 취리히-빈터투어 노선을 통해 바젤 SBB와 취리히 공항 사이를 운행한다.
  - 취리히-바덴 노선을 통해 베른까지 시간당 두 대의 열차가 운행된다.
  - 취리히-바덴 노선을 통해 바젤 SBB까지 매시간 운행.
  - 취리히호 좌안선을 따라 30분마다 루체른까지 운행한다.
  - 취리히호 좌안선을 통해 2시간마다 로카르노까지 운행한다.
- 레기오익스프레스 :
  - 취리히-바덴 라인을 통해 샤프하우젠까지 매시간 운행.
  - 취리히-바덴 노선을 통해 아라우까지 매시간 운행.

### S-반 서비스
1990년 5월 취리히 S-반의 시운전 이후 중앙역은 취리히 S-반 슈탐네츠(코어 네트워크)의 중심 노드였다. 따라서 S-반 노선 S2, S3, S5, S6, S7, S8, S9, S12, S14, S15, S16, S19, S20, S21, S24 및 S25, 질베르크 뷔르히 위틀리가 있는 노드 포인트이다. (S4 및 S10) 및 취리히 트램이 상호연결된다.
- S2 취리히 플루크하펜 – 외를리콘 – 취리히 HB – 탈빌 – 페피콘 SZ – 치겔브뤼케 (– 운터테르첸)
- S3 (뷜라흐 –) 하르트브뤼케 – 취리히 HB – 에프레티콘 – 베치콘
- S5 추크 – 아폴터른 암 알비스 – 취리히 HB – 우스터 – 베치콘 – 라퍼스빌 – 페피콘 SZ
- S6 바덴 AG – 레겐스도르프-바트 – 하르트브뤼케 – 취리히 HB – 외티콘
- S7 빈터투어 – 클로텐 – 하르트브뤼케 – 취리히 HB – 마일렌 – 라퍼스빌
- S8 빈터투어 – 발리젤렌 – 외를리콘 – 취리히 HB – 탈빌 – 페피콘 SZ (– 치겔브뤼케)
- S9 (샤프하우젠 –) 라프츠 – 하르트브뤼케 – 취리히 HB – 우스터
- S11 (아라우 – 렌츠부르크 –) 디에티콘 – 취리히 HB – 취리히 슈테트바흐 –  빈터투어 – 조이차흐 / 젠호프-키부르크 (– 빌라)
- S12 브루크 – 취리히 HB – 취리히 슈테트바흐 –  빈터투어 – 샤프하우젠 / 빌 SG
- S14 아폴터른 암 알비스 – 취리히 HB – 외를리콘 – 우스터 – 베치콘 – 힌빌
- S15 니더베닝엔 – 하르트브뤼케 – 취리히 HB – 우스터 – 베치콘 – 라퍼스빌
- S16 취리히 플루크하펜 – 하르트브뤼케 – 취리히 HB – 헤를리베르크-펠트마일렌 (– 마일렌)
- S19 ( 코블렌츠 – 바덴 – ) 디에티콘 – 취리히 HB – 취리히 외를리콘 – 에프레티콘 ( – 페피콘 ZH )
- S20 외를리콘 – 취리히 HB – 하르트브뤼케
- S21 레겐스도르프-바트 – 하르트브뤼케 – 취리히 HB
- S23 취리히 HB – 취리히 슈타델호펜 – 빈터투어 – 프라우엔펠트 – 로만스호른
- S24 타잉엔 / 바인펠덴 – 빈터투어 – 취리히 플루크하헨 – 빕프킹엔 – 취리히 HB – 탈빌 – 추크
- S25 취리히 HB – 페피콘 SZ – 치겔브뤼케 – 글라루스 – 린탈
- S42 취리히 HB – 오트마징엔 – 무리 AG

## 같이 보기
- 스위스의 철도